# Плюшевый Бум!
«Плюшевый Бум!» — российский полнометражный  мультфильм от создателей «Смешариков» и «Фиксиков» Дениса Чернова и Ильи Куприянова. Дата выхода — 18 ноября 2021 года («Каропрокат»).

## Сюжет
По сюжету вор экстра-класса Макс похищает уникальный рубин, который собирается вывести из страны. Для этого он прячет рубин внутри плюшевой игрушки Бума, популярной среди детей игрушки. Но всё идёт не по плану, когда мишка Бум попадает в магазин игрушек, а рубин оказывается магическим и оживляет всех его обитателей. Максу придётся поймать Бума и доставить рубин.

## Съёмочная группа
- Режиссёр-постановщик: Денис Чернов.
- Второй режиссёр: Илья Куприянов
- Сценарист: Антон Борисов.
- Сценарная группа: Татьяна Белова, Александр Ким, Иордан Кефалиди, Дэннис МакКой, Памела Хикки, Денис Чернов, Роман Непомнящий, Варвара Соловьёва.
- Художники-постановщики: Ольга Овинникова, Мария Ходкова.
- Звукорежиссёры: Игорь Яковель, Денис Душин.
- Песня «Бум-Бум»[2]: Сергей и Энджел Жуковы.
- Директор картины: Дарья Давыдова.
- Продюсеры: Елена Чиркова, Надежда Кузнецова.
- Генеральные продюсеры: Илья Попов, Юлия Николаева.

## Роли озвучивали
| Актёр               | Роль            |
| ------------------- | --------------- |
| Михаил Хрусталёв    | Макс            |
| Игорь Яковель       | Мишка Бум       |
| Ксения Бржезовская  | Полина          |
| Александра Борисова | Юля             |
| Елена Шульман       | Эвелина         |
| Владимир Маслаков   | Дед             |
| Светлана Кузнецова  | Нитро / Сова    |
| Марианна Мокшина    | Кукла-медсестра |
| Валерий Соловьёв    | дворецкий       |
| Олег Куликович      | монах           |

В эпизодах: Михаил Черняк, Марианна Мокшина, Анна Геллер, Андрей Лёвин, Светлана Кузнецова, Михаил Хрусталёв, Игорь Яковель, Денис Душин и Максим Сергеев

## Награды и номинации
Мультфильм был номинирован на премию «Икар 2022» в категории «Лучший полнометражный анимационный фильм», но уступил проекту «Ганзель, Гретель и Агентство Магии». Также «Плюшевый Бум!» принимал участие в основной конкурсной программе Фестиваля анимационного кино в Суздале.

## Критика
Критик «Киноaфиши» Гульназ Давлетшина отмечала: «Возникает ощущение, словно ты наткнулся в телевизоре на серию анимационного сериала — включиться в историю не вызывает проблем, но не покидает чувство, будто тебе забыли рассказать о прошлом этих самых людей, которые по какой-либо причине воруют или зачем-то жаждут заполучить старинный камень».
По мнению автора Тлум HD: «За что хочется отдельно поблагодарить создателей? За многогранных персонажей, способных на сопереживание, самоанализ, жертвенность. За динамичный сюжет, не растянутый во времени. За возможность понять, какой же он — „Плюшевый Бум!“. Обычно мы думаем, что плюшевая игрушка, оживая, будет милой и пушистой, ан нет».